# 贝杜尔
贝杜尔（Betul）是印度中央邦贝杜尔县的一个城镇。总人口83287（2001年）。

## 人口
该地2001年总人口83287人，其中男性43383人，女性39904人；0—6岁人口10622人，其中男5611人，女5011人；识字率76.16%，其中男性为80.69%，女性为71.24%。